# Districtul Kweneng
Districtul Kweneng este o unitate administrativă de gradul I  a Botswanei. Reședința sa este orașul Molepolole.